# Der Tropenpflanzer
Der Tropenpflanzer. Zeitschrift für tropische Landwirtschaft war eine deutsche Kolonialzeitschrift von 1897 bis 1944.

## Inhalt
In Der Tropenpflanzer wurden Beiträge veröffentlicht, die für die Landwirtschaft in den deutschen Kolonien in Afrika und in weiteren außereuropäischen Gebieten von Bedeutung waren, davon viele mit einem wissenschaftlichen Hintergrund. Dazu wurden Beihefte herausgegeben.
Die Herausgeber waren Otto Warburg und Ferdinand Wohltmann, mindestens bis 1910.